# 旺旺路
旺旺路位于湖南省长沙望城城区高塘岭，为望城最早修建的东西干道之一。路段东起雷锋大道（高乔大道，S101）接城白路（x067），西止西延线高乌大道（高乌公路，x901），全长约4公里。
旺旺路始建于1990年代，在原城白路基础上拓修，以首家入驻望城的企业旺旺命名；2001年自郭亮路西延至高裕路，2005年进行高标准拓宽改造，2009年对路面维修。